# Крупенский, Анатолий Николаевич
Анато́лий Никола́евич Крупе́нский (3 [15] ноября 1850, Кишинёв — 5 декабря 1923, Рим) — русский дипломат, посол в Италии, брат В. Н. Крупенского. Гофмейстер, тайный советник.

## Биография
Происходил из потомственных дворян Бессарабской губернии Крупенских, — сын губернского предводителя дворянства Николая Матвеевича Крупенского и жены его Надежды Ивановны Гинц. Родился 3 (15) ноября 1850 года в Кишинёве.
Высшее образование начал получать в Киевском университете Св. Владимира; в сентябре 1871 года перешёл на юридический факультет Московского университета, который окончил в 1874 году.
Поступил на службу в Министерство иностранных дел.
В 1879 году, будучи вторым секретарём русского посольства в Вене, получил придворное звание камер-юнкера. Затем был 2-м секретарём посольств в Австро-Венгрии (1878—1883) и Великобритании (1883—1891), 1-м секретарём посольства в Великобритании (1891—1896).
В 1896—1905 годах был советником посольства в Италии, а затем — чрезвычайным посланником и полномочным министром в Норвегии (1905—1912). Участвовал в переговорах по Шпицбергенскому вопросу на международных конференциях, проходивших в Христиании (Осло) в 1910 и 1912 годах.
В 1912—1915 годах был послом в Италии. После октябрьской революции 1917 года остался в Италии.
Землевладелец Каменец-Подольского уезда Подольской губернии (542 десятины).
Скончался 5 декабря 1923 года в Риме. Похоронен на кладбище Тестаччо.

## Мнения
Военный атташе в странах Скандинавии граф Игнатьев вспоминал:

русская миссия существовала в полном смысле этого слова на средства своего посланника, богатейшего бессарабского помещика Крупенского. Мои редкие наезды в Христианию доставляли ему истинную радость, так как давали лишний предлог затмить всех коллег своим подчас слишком подчеркнутым восточным хлебосольством. Служебные обязанности русского посланника не были обременительны: интересы России в Норвегии исчерпывались в ту пору соблюдением рыболовной конвенции. Она нарушалась, правда, из года в год предприимчивыми норвежскими рыболовами трески и охранялась ввиду этого русскими вооруженными канонерками. В противоположность двум другим моим посланникам [прим. И. А. Кудашев в Дании и Ф. А. Будберг в Швеции], людям отменно воспитанным и боявшимся собственной тени, Крупенский со свойственной этой семье южной экспансивностью обращался не только со своим единственным секретарем, но и с норвежскими чиновниками, как с собственными крепостными. Этому восточному сатрапу не могла быть по душе демократическая свободолюбивая Норвегия.
— Игнатьев А. А. [militera.lib.ru/memo/russian/ignatyev_aa/26.html Пятьдесят лет в строю. Книга III, глава 7]. — М.: Воениздат, 1986. — С. 344. — ISBN 5-203-00055-7.

## Награды
- орден Св. Владимира 2-й ст.
- орден Св. Анны 1-й ст.
- орден Св. Станислава 1-й ст.
- знак Красного Креста
- большой офицерский крест французского ордена Почётного легиона
- румынский орден Короны 2-й ст.
- итальянский большой крест Короны
- офицерский крест шведского ордена Вазы
- папский Пия IX командорский крест
- черногорский орден Князя Даниила I 3-й ст.